# Tocllaraju
El Tocllaraju (en quechua ancashino: Tuqlla Rahu, que significaría "nevado con trampas")[cita requerida] es una montaña nevada de la Cordillera Blanca en los Andes del Perú. Con sus 6.034 m de altitud, es la decimoctava montaña más alta de la Cordillera Blanca y la trigésimo cuarta del Perú. Su cima fue conquistada el 31 de julio de 1939 por montañistas alemanes.
Es una de las montañas más ascendidas de la Cordillera Blanca, pero no siempre conquistada debido a la presencia de niebla, grietas y rimayas.

## Toponimia
Su nombre proviene de los vocablos de quechua rahu ('nevado') y tuqlla ('trampa').[cita requerida]

## Localización y características
El nevado se ubica en la provincia de Huaraz en la región peruana de Áncash. Geográficamente se localiza sobre la región natural janka en la Cordillera Blanca, una cadena montañosa perteneciente a la Cordillera Occidental del Perú y que está protegida por el Parque Nacional Huascarán. El macizo nevado del cual es parte es el Chinchey. La ciudad más cercana es Huaraz, a unos 25 km al sudoeste en el Callejón de Huaylas.
| Noroeste: Akilpo (5.560 m.)    | Norte: Chakchipuncu (5.342 m.) | Noreste: Copap (5.579 m.)     |
| Oeste: Urus (5.495 m.)         |                                | Este: Yanaranra (5.987 m.)    |
| Suroeste Ranrapalca (6.162 m.) | Sur: Ishinca (5.530 m.)        | Sureste: Palcaraju (6.274 m.) |

### Hidrografía
El retroceso del glaciar oeste de la montaña dio origen en 1950 a la laguna Milluacocha que se desbordó el 6 de noviembre de 1952 por la caída de un glaciar, no obstante, debido al poco volumen de agua expulsado no causó daños mayores. Posteriormente entre 1983 y 1990 se originaron dos lagunas más: Pacllash y Toclla. Las tres masas de agua se ubican dentro de la quebrada Ishinca sobre los 4.200 m s. n. m. formando el río del mismo nombre cuyas aguas avenan el río Santa en el Callejón de Huaylas.

## Ascensos históricos
Alemania: La cima fue conquistada el 31 de julio de 1939 por los montañistas alemanes Walther Brecht y Hans Schweizer, miembros del Club Alpino Alemán que hizo cumbre en el Palcaraju un mes antes. Los alpinistas hicieron su aproximación ingresando por la quebrada Honda y posteriormente por la quebrada Escalón, acamparon a inmediaciones de la mina Esparta e iniciaron el ascenso en hielo por la arista noroeste siguiendo la misma dirección hasta la cima; esta vía sigue siendo la más ascendida actualmente debido a su facilidad técnica, no obstante cuenta con una pared de unos 100 metros con una inclinación de entre 60° y 70° justo antes de llegar a la cumbre.

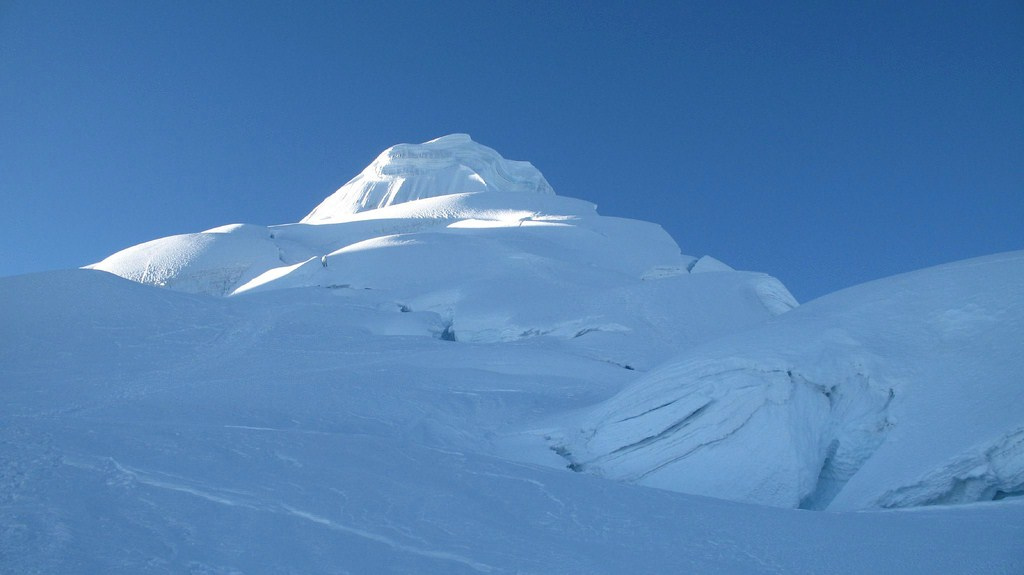
Cara oeste desde el campo alto.

El segundo ascenso lo lograron Leigh Ortenburger y Kermith Ross en 1959. Atacando desde el lado norte como en el primer ascenso, pero continuaron a través de la cresta norte hasta la cumbre.

## Turismo
Hoy en día, existe un Refugio de montaña ubicado en el campo base de la quebrada Ishinca, este cubre las expediciones de montañismo a todos los picos que rodean la quebrada o caminatas en todo el valle. La afluencia turística extranjera es mayor que la regional y que la nacional (por cada 4 extranjeros, 3 son de Áncash y 2 del resto del país).